# Piricsizma
Piricsizma Pécs egyik belső városrésze Gyükés és Rigóder között. Tengerszint feletti magassága 170–210 m. Északi határa mentén külszíni bányaművelés nyomai láthatók.

## Története
Piricsizma régi magyar neve Munkád volt, a középkorban itt állott településre utalva. A 17. századi falu fölött állt a karinges ágostonok Szent Jakabról elnevezett kolostora. A török hódoltság alatt a terület elnéptelenedett a kolostorral együtt. Miután a török elhagyta az országot, a Munkád-hegyen a pécsiek szőlőműveléssel foglalkoztak.

## Nevének eredete
A mai Piricsizma név népetimológiás névalakulat. A 19. század végén keletkezhetett, akkor, amikor a török csesme (kút, forrás) szó jelentése elfelejtődött. Ezért értelmesítették a pécsiek a név második elemét csizma alakra. A névhasználat bizonytalanságát már egy 1865-ös adat is igazolja: „Piricsesma: szőlő igazabban Piricsesme, szláv (!) szó, melly magyarul: Péterkut…”
Klemm Antal szerint „E név összetett szó, (s) ennek második tagja az oszmán-török češme (ejtése: csesme - kút, forrás) szóval függ össze… első tagjában Peri, Beri (pécsi?) basa neve rejlik, tehát az egész szó jelentése Peri, Piri basa kútja”.
Minthogy az 1875-ből származó gyűjtésben együtt szerepel a Szamárkút és a Piricsizma név, feltételezhető, hogy az itt álló kútnak már 1875 előtt magyar nevet adtak a pécsiek. Egy ideig együtt élhetett a két név.

## Szamárkút
A mai Szamárkút a Kispiricsizma nevű helyen ma is van forráskút. A kúthoz fűződő helyi mondák arról szólnak, hogy „márványból faragott szamár állt a kút fölött. A szamár hasüregébe a menekülő törökök aranyat helyeztek el. Később visszajöttek és elvitték az ide rejtett kincset.”

## Külső hivatkozások
- Piricsizma a Google Earth oldalán.[halott link]